# 1448
Năm 1448 là một năm trong lịch Julius.

## Sinh
- 4 tháng 11 - Vua Alphonso II của Napoli (mất 1495)
- Ngày chưa biết:
  - Baeda Maryam của Ethiopia (mất 1478)
  - Nicholas I, Công tước của Lorraine (mất 1473)